# Vertaalbureau voor de organen van de Europese Unie
Het Vertaalbureau voor de organen van de Europese Unie is een agentschap van de Europese Unie, opgericht in 1994 en gevestigd in Luxemburg.
Het vertaalbureau, dat zichzelf financiert, werd opgericht om te voldoen aan de vertaalbehoeften van de andere Europese agentschappen, maar verleent op basis van vrijwillige samenwerkingsovereenkomsten ook diensten aan EU-instellingen en andere organen met een eigen vertaaldienst. Het bureau beheert ook Interactive Terminology for Europe (IATE).
AMLA · BEREC · Cedefop · CBP · CdT · CFCA · EACEA · EAR · EASA · ECDC · ECHA · EDA · EDPS · EFSA · EIGE · EEA · EMA · EMSA · ENISA · ETF · EUDA · ERA · EUSC · EU-OSHA · EUIPO · EWDD · FRA · EUSPA · IEEA · ISS ·  PHEA · EBA · Effecten en markten · Verzekeringen en bedrijfspensioenen · EPA · Eurofound · Eurojust · Europol · Frontex
Voormalige agentschappen: EUMC · GSA